# 吉普瑟姆鎮區 (堪薩斯州薩林縣)
吉普瑟姆鎮區（英語：Gypsum Township）是位於美國堪薩斯州薩林縣的一個行政鎮區。

## 地方資料
吉普瑟姆鎮區的面積為93.11平方千米，當中陸地面積為93.10平方千米，而水域面積為0.01平方千米。根據2010年美國人口普查的數據，當地共有人口181人，而人口密度為每平方千米1.94人。

## 外部連結
- US-Counties.com
- City-Data.com （页面存档备份，存于）